# Pomeroon-Supenaam
Pomeroon-Supenaam (Regiunea 2) este o regiune a Guyanei Esequibane, un teritoriu în litigiu între Guyana și Venezuela, care se află în nordul țării. Aceasta acoperă o suprafață de 6.195 km². Se învecinează cu Oceanul Atlantic la nord, cu regiunea Essequibo Islands-West Demerara la est, cu regiunea Cuyuni-Mazaruni la sud și cu regiunea Barima-Waini la vest. Pomeroon-Supenaam include orașele Anna Regina, Charity, Pickersgill, Spring Garden și Suddie. În 2012, un recensământ oficial al Guvernului Guyanei a concluzionat că populația regiunii Pomeroon-Supenaam este de 46.810 de locuitori.

## Galerie

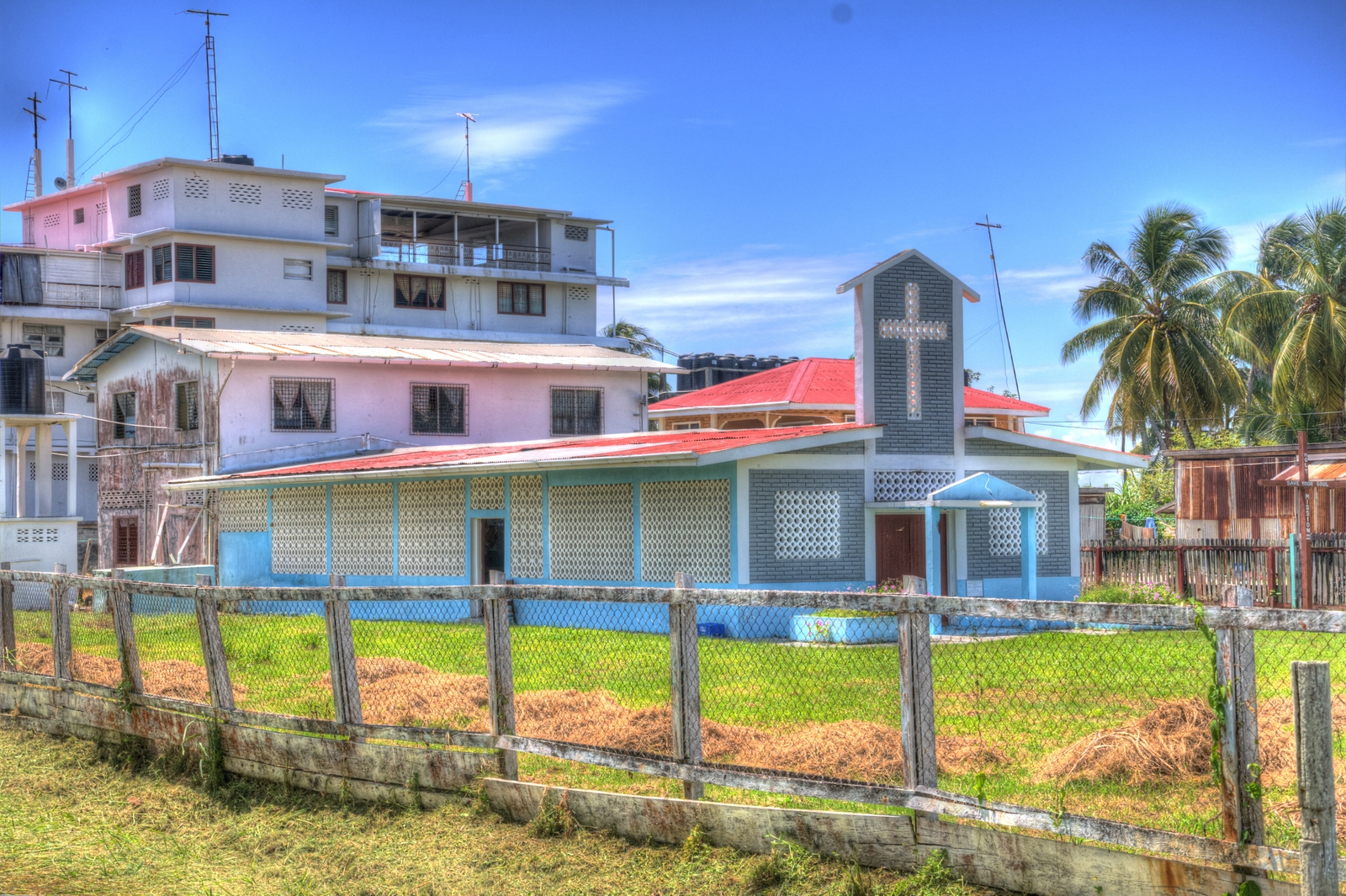
Biserica Catolică Henrietta
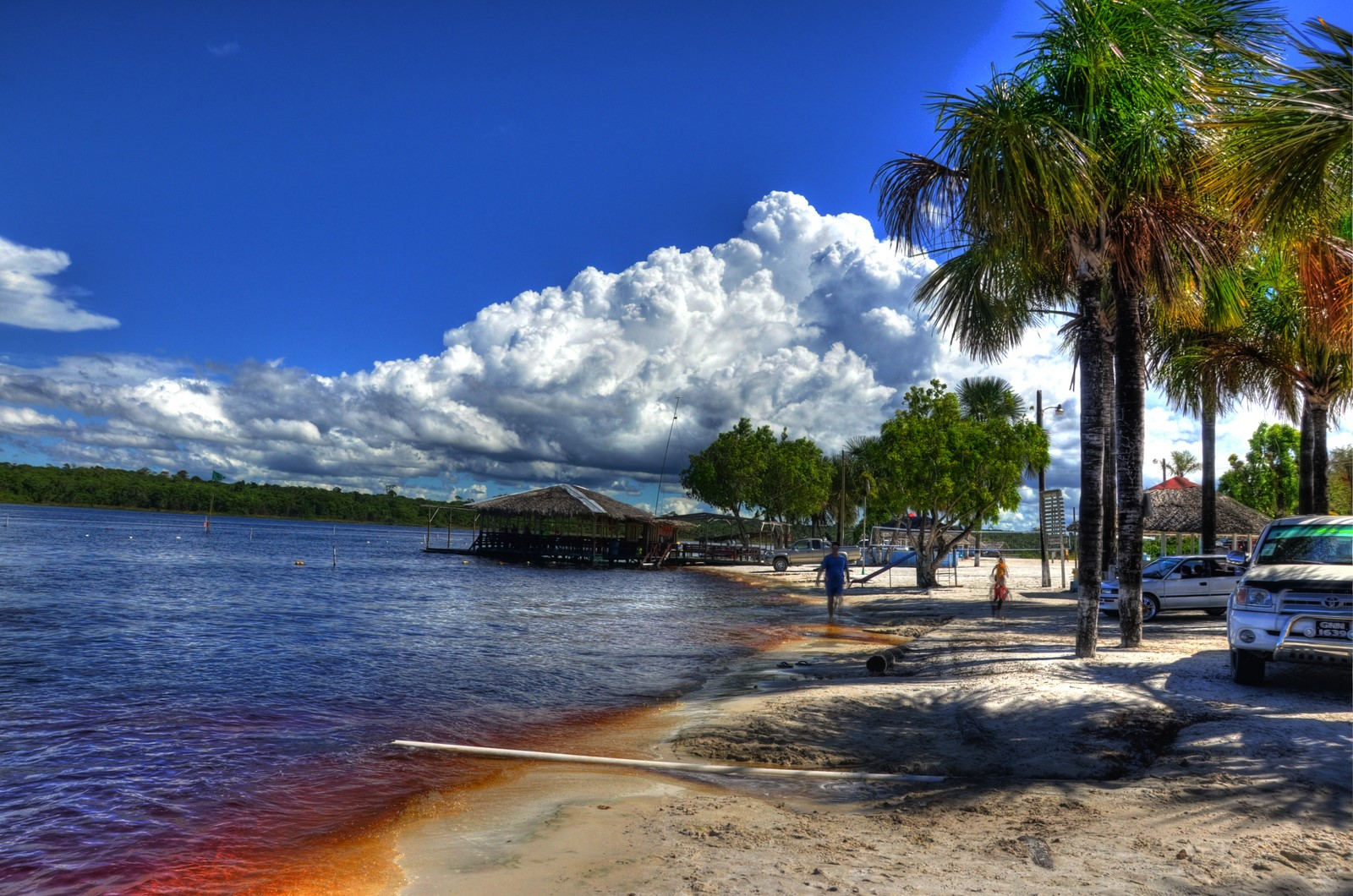
Lacul Mainstay
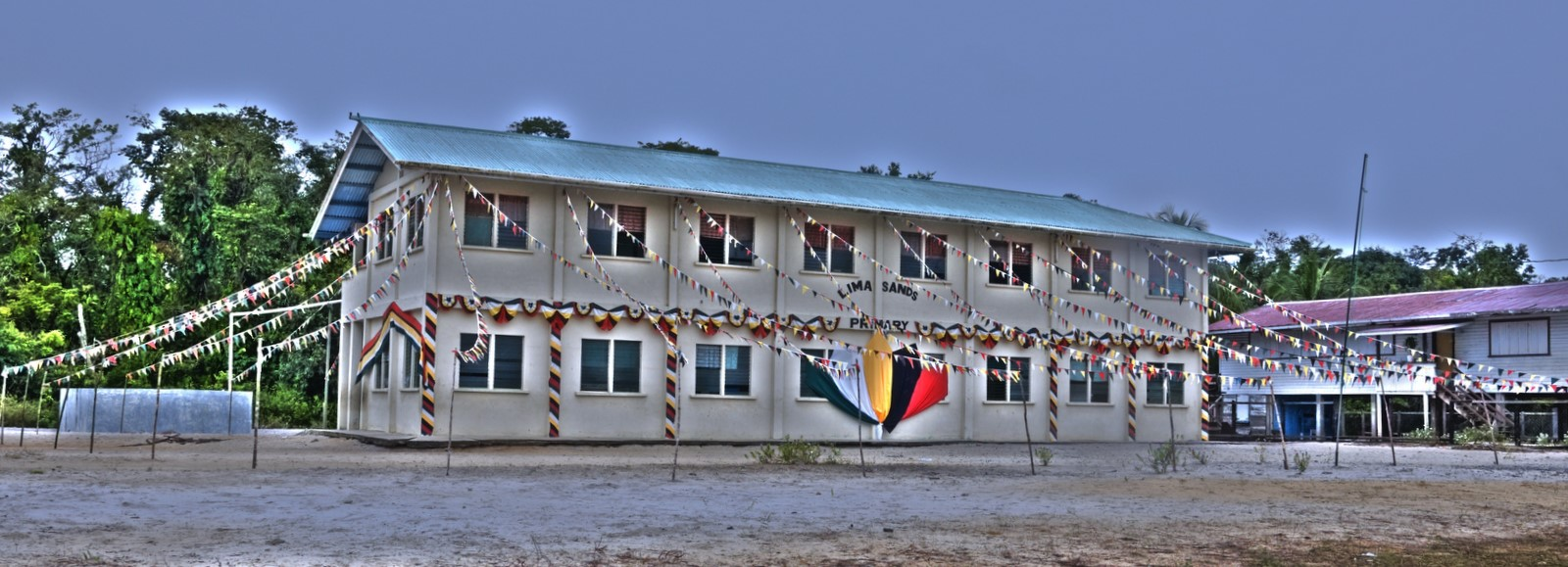
Școala Primară Lima Sands
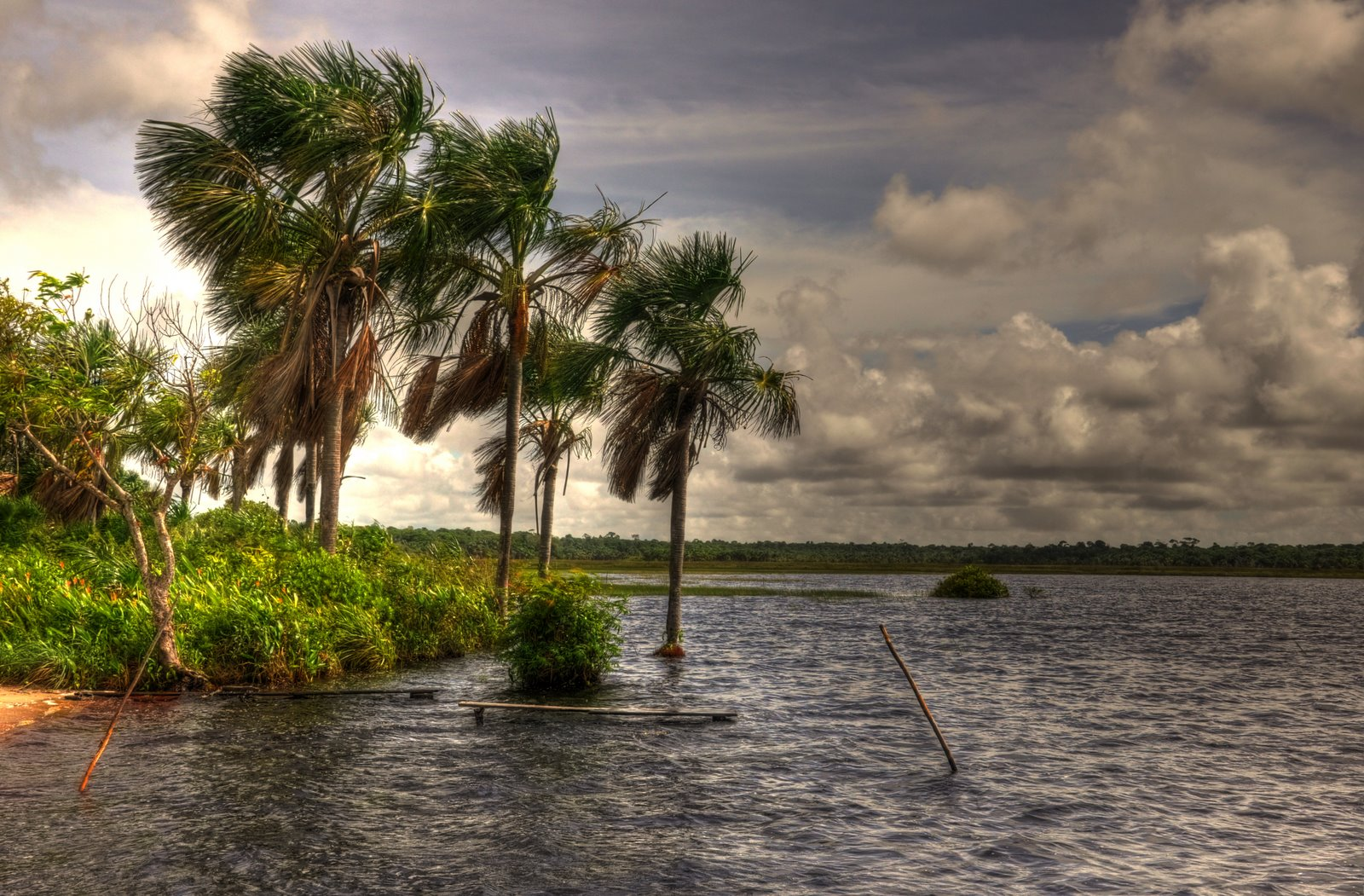
Lacul Capoey
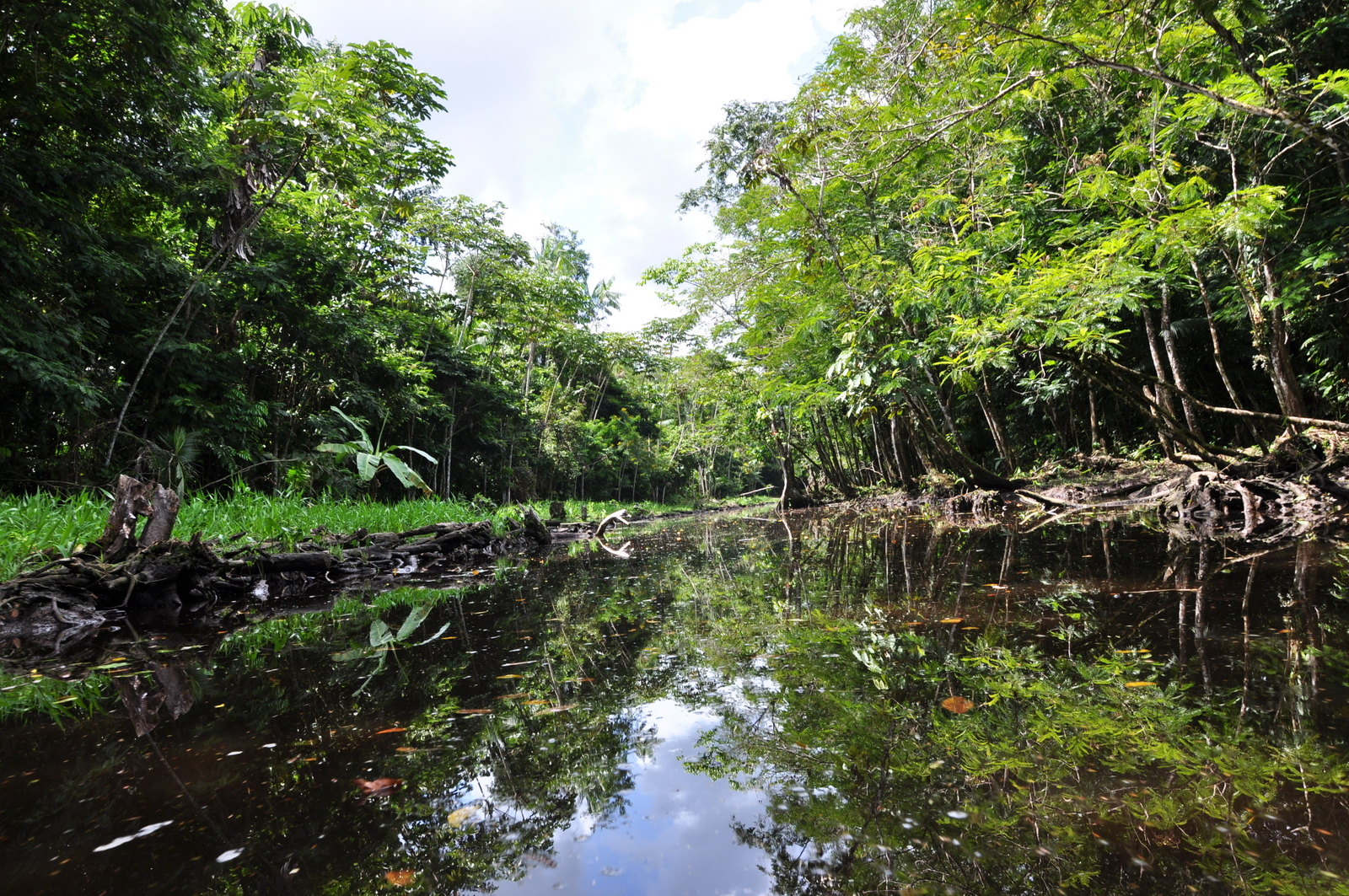
Pârâul Siriki